# O poltergeist da família Smurl
O poltergeist da família Smurl refere-se a alegações feitas por Jack e Janet Smurl de West Pittston, Pensilvânia nos Estados Unidos de que um demônio habitava a casa deles entre 1974 e 1989. As alegações dos Smurls ganharam ampla atenção da imprensa e foram investigadas por demonologistas que incentivavam as crenças sobrenaturais da família, do outro lado o clero, psicólogos e céticos científicos ofereciam explicações mais concretas. A versão dos Smurls da história foi tema de um livro de 1986 intitulado The Haunted e de um telefilme de 1991 com o mesmo nome, lançado pela 20th Century Fox. Em português é intitulado como A casa das almas perdidas.

## História
Os Smurls se mudaram para uma casa de dois andares na Chase Street, em West Pittston, Pensilvânia em agosto de 1986. Eles alegaram que o lugar foi perturbado por um demônio que provocou barulhos altos e maus odores, jogou o cachorro contra a parede, sacudiu um  colchão, empurrou uma de suas filhas escada abaixo e agrediu fisicamente e sexualmente membros da família em várias ocasiões.
Em 1986, a família trouxe um casal de demonologistas, Ed e Lorraine Warren. Segundo Ed Warren, o demônio que habitava a casa dos Smurls era "muito poderoso" e balançava espelhos e móveis depois que tentaram convencê-lo a sair tocando música religiosa e orando. Warren afirmou que sentiu uma queda de temperatura e viu uma forma de "massa escura" na residência e o demônio deixou uma mensagem no espelho dizendo a eles para "irem embora". Após meses de investigação, Warren alegou que ele tinha várias fitas de áudio contendo batidas e xingamentos provocados pelo demônio.
O professor Paul Kurtz, da Universidade Estadual de Nova Iorque em Buffalo e então presidente do Comitê para a Investigação Científica de Alegações do Paranormal, disse que os Warrens não eram investigadores reais, independentes ou imparciais e descreveu as alegações dos Smurls como "uma farsa, obviamente inverídicas, uma história de fantasmas.” Kurtz disse que as alegações da família possivelmente se deviam a delírios, alucinações ou dano cerebral, e aconselhou que se submetessem a exames psiquiátricos e psicológicos. Jack Smurl disse a um jornalista que ele teve "uma cirurgia para remover a água do cérebro em 1983 porque ele estava sofrendo perda de memória a curto prazo devido a um caso de meningite quando jovem". Robert Gordon, psicólogo de Allentown, comentou que "as pessoas costumam olhar para a demonologia para explicar muitos problemas que experimentam como indivíduos e em suas famílias".
Porta-vozes da Igreja Católica da Diocese de Scranton, disseram não ter certeza do que pode estar causando as pertubações. O professor de teologia da Universidade São Boaventura, Alphonsus Trabold, OFM, disse que pode haver outras explicações "menos demoníacas". A casa foi abençoada por vários padres que disseram não ver "nenhuma atividade prejudicial enquanto estavam na propriedade". Janet Smurl afirmou que um padre não identificado realizou três exorcismos "sem sucesso" e que o demônio evitou os rituais "movendo-se entre a casa de dois andares" e seguindo a família para outros locais. Em 1986, um padre da diocese local passou duas noites na casa deles e disse que "nada de incomum aconteceu" durante sua estadia ali.
Em 1986, os Smurls disseram à imprensa que estavam cansados do constante bombardeio da mídia; no entanto, dentro de alguns meses, eles criaram (junto com Ed e Lorraine Warren e o jornalista de Scranton, Robert Curran) uma versão em livro de bolso de sua história chamada The Haunted, publicada pela St. Martin's Press. O livro foi desaprovado por críticos como o escritor da equipe do jornal Times Leader em Wilkes-Barre, Joseph Marusak que escreveu: “Robert Curran renuncia aos princípios de seu ofício para fornecer aos leitores um relato unilateral do que ocorreu ou não ao longo de vários anos na antiga casa de Jack e Janet Smurl”. A crítica Mary Beth Gehrman escreveu que o livro foi mal escrito, acrescentando que “é difícil conceber um objetivo supostamente bem conhecido e (até onde eu sei, pelo menos até agora) um credível repórter como Curran levando a história a sério, dada a completa falta de qualquer evidência empírica ou física para apoiá-la."
No mesmo ano, o pároco da Paróquia Imaculada Conceição em West Pittston, o sacerdote Joseph Adonizio, disse que os Smurls sentiram que, após orações intensas, "as coisas voltaram ao normal". Em 1987, Janet Smurl disse aos repórteres que ainda ouviam batidas e vinham sombras. Depois que a família Smurl se mudou para Wilkes-Barre, Debra Owens se mudou para a antiga casa dos Smurl em 1988 e disse aos repórteres que "nunca encontrou nada sobrenatural enquanto morava lá".

Em 6 de maio de 1991, um telefilme de 100 min (1h40 min) intitulado The Haunted foi lançado pela 20th Century Fox, escrito por Curran, os Warrens e os Smurls. É estrelado por Jeffrey DeMunn como Jack Smurl e Sally Kirkland como Janet Smurl.

## Leituras adicionais
- Buffalo News, 27 de agosto de 1986
- Scrantonian Tribune, 2 de novembro de 1986
- The Skeptical Inquirer, inverno de 1986-87
- The Haunted, Jack Smurl, 1988
- The Haunted, livro de 1988
- The Haunted, filme de 1991 (no Brasil: A casa das almas perdidas)